# رائول لوزانو
رائول لوزانو (اسپانیایی: Raúl Lozano‎؛ زادهٔ ۳ سپتامبر ۱۹۵۶) بازیکن سابق و مربی فعلی والیبال اهل آرژانتین است 

## حرفه‌ای

### بازیکن
لوزانو در زمانی که بازیکن بود مطرح نبود و بعد از اینکه به عنوان یک مربی شروع به فعالیت نمود مطرح شد.

### مربی
لوزانو از سال ۱۹۷۴ کار خود را با هدایت تیم جوانان استودیانتس دلا پلاتا آغاز نمود. وی پس از هدایت چند تیم دیگر در سال ۱۹۸۳ سرمربیگری تیم فرو کرریل را برعهده گرفت و توانست این تیم را به قهرمانی لیگ سری آ آرژانتین، جام متروپولیتن و چلنج کاپ اروپا سال ۸۷–۱۹۸۶ برساند. لوزانو بعد از ورود به ایتالیا بعد از چند سال در سال ۱۹۹۱ سرمربی گونزاگا میلان شد و با این تیم به افتخارات بزرگی از جمله قهرمانی جام باشگاه‌های جهان ۱۹۹۲، قهرمانی جام کنفدراسیون والیبال اروپا ۹۳–۱۹۹۲ و یک نایب قهرمانی سوپر جام ایتالیا رسید. لوزانو از سال ۱۹۹۴ تا ۱۹۹۶ سرمربی تیم ملی اسپانیا شد و مدال نقره مسابقات یونیورسیاد در ژاپن را به دست آورد. در سال ۱۹۹۷ به لوبه بانکا پیوست و مدال برنز مقام سومی چلنج کاپ اروپا را برای این تیم به ارمغان آورد. در سال ۲۰۰۰ با تیم پالرمو به قهرمانی سوپر جام ایتالیا دست یافت. وی در همین سال بار دیگر سرمربی تیم ملی اسپانیا شد. لوزانو در سال ۲۰۰۰ همزمان هدایت تیم سیسیلی را به دست گرفت و توانست با قهرمانی سری آ ایتالیا و قهرمانی جام حذفی ایتالیا به افتخارات خود و باشگاه سیسیلی بیفزاید، همچنین با سیسیلی به مرحله یک چهارم لیگ قهرمانان اروپا نیز صعود کرد. ایراکلیس مقصد بعدی او و لوبه بانکا دیگر باشگاهی بود که دوباره به سمت سرمربیگری آن درآمد. لوزانو از ۲۰۰۵ تا ۲۰۰۸ سرمربی تیم ملی لهستان بود که توانست بزرگترین افتخارات دوران مربیگری ملی خود را با این تیم به دست آورد. لوزانو در سال ۲۰۰۶ لهستان را به مدال نقره قهرمانی جهان رسانید و در المپیک ۲۰۰۵ لهستان با هدایت او به مقام پنجم اکتفا کرد، همچنین دو مقام چهارمی لیگ جهانی از دیگر دست‌آوردهای لهستان در زمان مربیگری او بود. رائول لوزانو در سال ۲۰۰۹ هدایت تیم ملی آلمان را برعهده گرفت و تا سال ۲۰۱۱ نیز سرمربی ژرمن‌ها بود. لوزانو با هدایت خود آلمان را قهرمان لیگ والیبال اروپا ۲۰۰۹ نمود. وی در سال ۲۰۱۵ سرمربی تیم چارنی رادوم شد. لوزانو در همین سال به عنوان یکی از گزینه‌های فدراسیون والیبال ایران برای هدایت تیم ملی ایران بود که بعد از دو هفته مذاکره فدراسیون با آندره‌آ آناستازی و خود او، وی به عنوان سرمربی تیم ایران جانشین اسلوبودان کواچ شد. لوزانو توانست تیم ملی ایران را بعد از ۵۲ به المپیک برساند. ایران در المپیک با هدایت وی به مقام پنجم دست یافت.

### دیگر
او از سال ۱۹۹۰ به عنوان مشاور مربیان و مدرس جهانی والیبال نیز شناخته شده و تاکنون دوره‌های آموزشی و سمینارهای فراوانی را در کشورهای مختلف برگزار کرده است.

## زندگی خصوصی
او دارای یک فرزند پسر به نام ماتیاس است زاده ۲ فوریه ۱۹۹۶. او از دانشگاه مهندسی و مدیریت آرژانتین ، فارغ‌التحصیل شده است.

## جوایز و افتخارات
- بهترین مربی شاغل در لیگ ایتالیا ۲۰۰۴ - لاگاتزتا دلو اسپورت
- مربی سال ۲۰۰۷ - نظرسنجی تلویزیون تی وی پی اسپورت
- مرد محبوب لهستان - نظرسنجی رسانه‌ای ۲۰۰۷
- مربی سال ۲۰۰۷ - مجله سوپر والی
- مربی سال لهستان ۲۰۰۶ - همه پرسی منتقدان ورزشی
- اعطا صلیب شوالیه به سفارش رئیس جمهور لهستان ۲۰۰۶ - به خاطر سهم برجسته در توسعه و آموزش ورزش لهستان